# Hofsinde
Hofsinde var en adelig dreng eller ung mand, der gjorde lønnet tjeneste ved hoffet.
Betegnelsen blev brugt fra 1400-tallet til omkring 1600-tallet.
Hofsinden havde ingen særlige ansvarsområder, men opvartede kongen eller et andet medlem af kongehuset. Efter at have tjent en tid som hofsinde, ville han typisk blive udnævnt til page eller endnu finere titler.
Deres opgave var til en vis grad blot at give hoffet anseelse, vel også at tjene kongen til beskyttelse, skønt de ikke i egentlig forstand var hans livvagt, hvilket var Drabanternes sag. De var beredne og dannede i forening med deres svende et særligt militært korps (Hoffanen eller Livfanen).
Selve betegnelsens hofsinde kommer af det gammeldanske "sinne", dvs. følgesvend.